# San Ignacio (Chile)
San Ignacio ist eine Stadt und Gemeinde in der Provinz Diguillín in der Región de Ñuble in Chile. Bei der Volkszählung im Jahr 2017 hatte sie 16.079 Einwohner. Die Gemeinde erstreckt sich über eine Fläche von 363,6 km².

## Geschichte
Die Gemeinde San Ignacio wurde am 20. Oktober 1848 gegründet. Zwei Großgrundbesitzer teilten in dieser Zeit ihre Ländereien auf, wodurch das heutige Dorf entstand. Es erhielt seinen Namen zu Ehren von José Ignacio García, der damals als Intendant der Provinz amtierte.
Im Jahr 1926 wurde die Gemeinde San Ignacio der Gemeindeverwaltung von Bulnes angegliedert. Durch das Engagement der lokalen Bevölkerung unter der Führung von Rigoberto Rivas del Valle konnte San Ignacio jedoch im Jahr 1930 seine kommunale Unabhängigkeit wiedererlangen.

## Bevölkerung
Laut der Volkszählung des Nationalen Statistikinstituts von 2002 hatte San Ignacio 16.106 Einwohner; davon lebten 4873 (30,3 %) in städtischen Gebieten und 11.233 (69,7 %) auf dem Land. Zu dieser Zeit gab es 8192 Männer und 7914 Frauen. Im Jahr 2017 zählte man 16.079 Personen.

## Orte
In der Gemeinde San Ignacio befinden sich folgende Orte:
- San Ignacio (Hauptort)
- Pueblo Seco
- Quiriquina
- Las Quilas
- San Miguel
- Cantarrana
- Calle Alegre
- San Antonio
- La Greda
- Santa Juana
- El Calvario
- Lourdes
- Vista Bella
- Montaña Garay
- Selva Negra
- San Pedro
- Las Piedras
- Villa Sebastián Sandoval
- Calle Las Rosas
- Callejón Bustos
- Simón Bolívar
- Carrizalillo
- El Lucero
- Los Maitenes
- Escuela Vieja
- Coltón Arriba
- Diguillín
- Escuela Zapallar
- Los Robles